# Cedrik Gbo
Jean Cedrik Gbo (Abidjan, 9 september 2002) is een Ivoriaans voetballer die onder contract ligt bij Espérance de Tunis.

## Carrière
Gbo maakte in 2019 de overstap van de Académie Chyko Kaïros naar de Tunesische topclub Espérance Sportive de Tunis. Daar speelde hij in het seizoen 2020/21 tien competitiewedstrijden. In het voorjaar van 2022 wordt hij voor de rest van het seizoen uitgeleend aan de Belgische eersteklasser Oud-Heverlee Leuven. De deal wordt eind januari afgerond, maar door visumproblemen kon Gbo pas in maart naar België afreizen. Op 1 juni 2022 liet OH Leuven weten dat de aankoopoptie in het huurcontract van Gbo, die in die paar maanden geen officiële wedstrijden speelde voor de club, niet gelicht werd.